# Berlin-Dorotheenstadt
Dorotheenstadt este un subcartier istoric în Berlin-Centru. In cartier se află Poarta Brandenburgică, piața Pariser Platz, bulevardul Unter den Linden și hotel Adlon. Ambasada României se află pe Dorotheenstraße nr. 62-66.

## Locuri și clădiri mai importante
- Pariser Platz
  - Brandenburger Tor

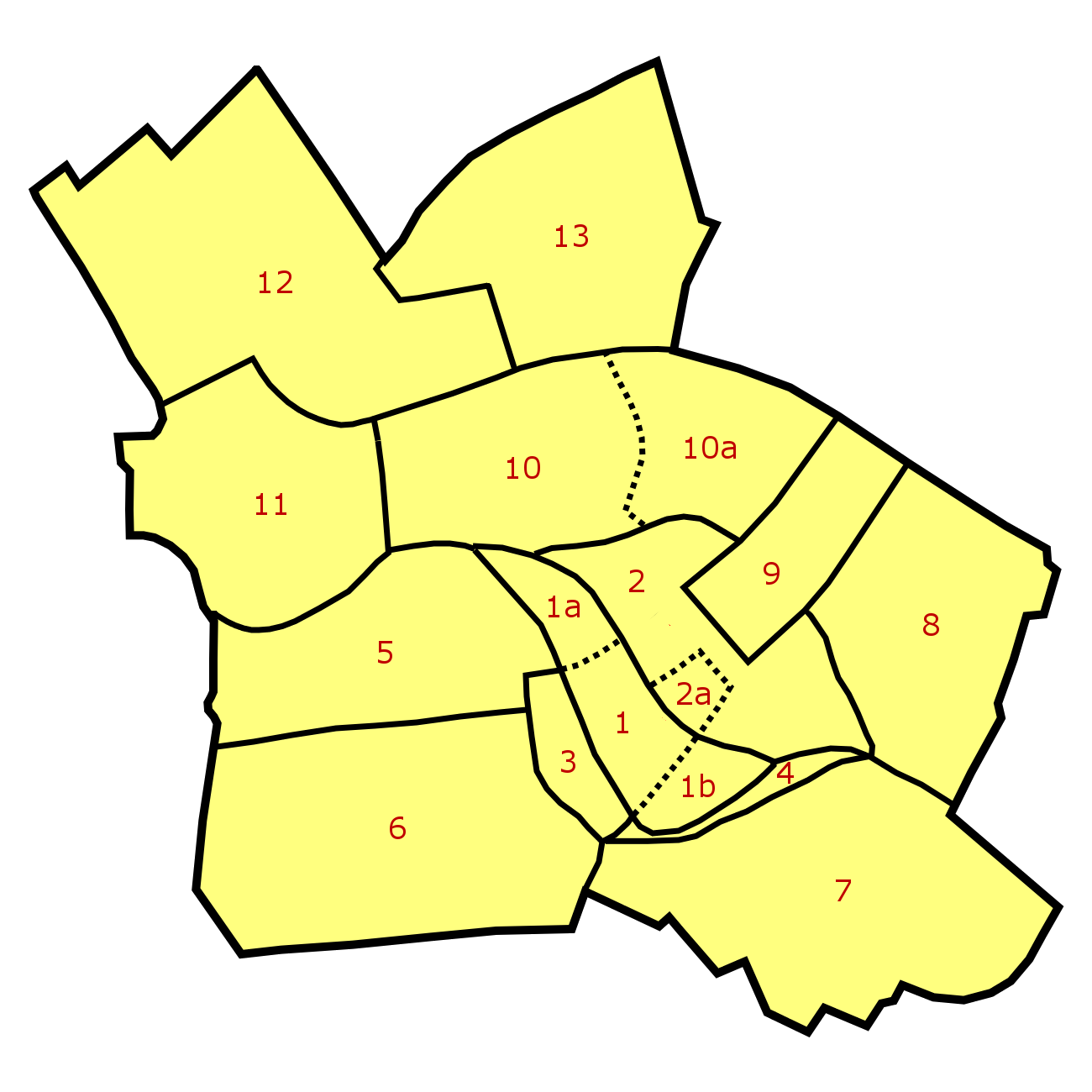
(Nr.-4-Dorotheenstadt)

Dorotheenstadt în 1893

  - Botschaft der Vereinigten Staaten
  - Akademie der Künste
  - Französische Botschaft
- Wilhelmstraße
  - Marschallbrücke
  - Jakob-Kaiser-Haus
  - Britische Botschaft
- Unter den Linden
  - Russische Botschaft
  - Komische Oper
  - Humboldt-Universität
  - Staatsbibliothek
  - Alte Bibliothek
  - Bebelplatz
  - Staatsoper
  - Reiterstandbild Friedrichs des Großen
  - Neue Wache
- Friedrichstraße
  - Weidendammer Brücke
  - Admiralspalast
  - Bahnhof Friedrichstraße

Coordonate: 52° 31′ N, 13° 23′ E